# Fagner Conserva Lemos
Fagner Conserva Lemos, meglio noto come Fagner (San Paolo, 11 giugno 1989), è un calciatore brasiliano, difensore del Cruzeiro in prestito dal Corinthians.

## Carriera

### Club
Fagner ha fatto il suo debutto all'età di soli 17 anni nel Corinthians; nel 2007 si è trasferito al PSV Eindhoven, con cui ha segnato 1 gol in 3 partite. Nel 2008 è passato al Vasco da Gama: nel Vasco è stato il campione di Série B nel 2009, mentre nel 2011 ha vinto la Copa do Brasil. Dopo un'esperienza in Europa, con la maglia dei tedeschi del Wolfsburg, e un ritorno al Vasco da Gama, nel 2014 è passato al Corinthians, con la cui maglia ha vinto nel 2015 e nel 2017 il Brasileirão.

### Nazionale
Nell'estate del 2018 viene convocato dal CT brasiliano Tite per prendere parte alla spedizione della Seleção ai Mondiali di Russia a causa dell'infortunio subito da Dani Alves. A causa dell'infortunio di Danilo gioca 4 delle 5 partite dei verdeoro che vengono eliminati ai quarti dal Belgio.

## Statistiche

### Presenze e reti nei club
Statistiche aggiornate al 9 dicembre 2024.
| Stagione             | Squadra              | Campionato           | Campionato | Campionato | Coppe nazionali | Coppe nazionali | Coppe nazionali | Coppe continentali | Coppe continentali | Coppe continentali | Altre coppe | Altre coppe | Altre coppe | Totale | Totale |
| Stagione             | Squadra              | Comp                 | Pres       | Reti       | Comp            | Pres            | Reti            | Comp               | Pres               | Reti               | Comp        | Pres        | Reti        | Pres   | Reti   |
| -------------------- | -------------------- | -------------------- | ---------- | ---------- | --------------- | --------------- | --------------- | ------------------ | ------------------ | ------------------ | ----------- | ----------- | ----------- | ------ | ------ |
| 2006                 | Corinthians          | A                    | 7          | 0          |                 | -               | -               |                    | -                  | -                  |             | -           | -           | 7      | 0      |
| 2007-2008            | PSV                  | ED                   | 3          | 1          |                 | -               | -               | UCL+CU             | -                  | -                  |             | -           | -           | 3      | 1      |
| 2009                 | Vasco da Gama        | B                    | 13         | 2          |                 | -               | -               |                    | -                  | -                  |             | -           | -           | 13     | 2      |
| 2010                 | Vasco da Gama        | A                    | 28         | 2          | CB              | 3               | 0               |                    | -                  | -                  |             | -           | -           | 31     | 2      |
| 2011                 | Vasco da Gama        | A                    | 35         | 4          | CB              | 4               | 0               | CS                 | 8                  | 0                  |             | -           | -           | 47     | 4      |
| 2012                 | Vasco da Gama        | A                    | 7          | 1          |                 | -               | -               | CL                 | 9                  | 0                  |             | -           | -           | 16     | 1      |
| Totale Vasco da Gama | Totale Vasco da Gama | Totale Vasco da Gama | 83         | 9          |                 | 7               | 0               |                    | 17                 | 0                  |             | -           | -           | 107    | 9      |
| 2012-2013            | Wolfsburg            | BL                   | 26         | 0          | CG              | 4               | 0               |                    | -                  | -                  |             | -           | -           | 30     | 0      |
| 2013                 | Vasco da Gama        | A                    | 26         | 0          | CB              | 3               | 0               |                    | -                  | -                  |             | -           | -           | 29     | 0      |
| 2014                 | Corinthians          | CP+A                 | 11+35      | 2          | CB              | 7               | 0               |                    | -                  | -                  |             | -           | -           | 53     | 2      |
| 2015                 | Corinthians          | CP+A                 | 11+26      | 1          | CB              | 1               | 0               | CL                 | 10                 | 1                  |             | -           | -           | 48     | 2      |
| 2016                 | Corinthians          | CP+A                 | 13+33      | 3          | CB              | 3               | 0               | CL                 | 7                  | 0                  |             | -           | -           | 56     | 3      |
| 2017                 | Corinthians          | CP+A                 | 13+31      | 0          | CB              | 6               | 0               | CS                 | 3                  | 0                  |             | -           | -           | 53     | 0      |
| 2018                 | Corinthians          | CP+A                 | 15+20      | 0          | CB              | 7               | 0               | CL                 | 5                  | 0                  |             | -           | -           | 47     | 0      |
| 2019                 | Corinthians          | CP+A                 | 13+30      | 1          | CB              | 6               | 0               | CS                 | 10                 | 0                  |             | -           | -           | 59     | 1      |
| 2020                 | Corinthians          | CP+A                 | 16+32      | 2          | CB              | 2               | 1               | CL                 | 2                  | 0                  |             | -           | -           | 52     | 3      |
| 2021                 | Corinthians          | CP+A                 | 6+35       | 1          | CB              | 3               | 0               | CS                 | 3                  | 0                  |             | -           | -           | 47     | 1      |
| 2022                 | Corinthians          | CP+A                 | 12+17      | 0          | CB              | 8               | 0               | CL                 | 6                  | 0                  |             | -           | -           | 43     | 0      |
| 2023                 | Corinthians          | CP+A                 | 11+30      | 0          | CB              | 8               | 0               | CL+CS              | 4+4                | 0                  |             | -           | -           | 57     | 0      |
| 2024                 | Corinthians          | CP+A                 | 10+14      | 0          | CB              | 8               | 0               | CS                 | 9                  | 0                  |             | -           | -           | 41     | 0      |
| Totale Corinthians   | Totale Corinthians   | Totale Corinthians   | 441        | 10         |                 | 59              | 1               |                    | 63                 | 1                  |             | -           | -           | 563    | 12     |
| Totale carriera      | Totale carriera      | Totale carriera      | 579        | 20         |                 | 73              | 1               |                    | 80                 | 1                  |             | -           | -           | 732    | 22     |

### Cronologia presenze e reti in Nazionale
| Cronologia completa delle presenze e delle reti in nazionale ― Brasile | Cronologia completa delle presenze e delle reti in nazionale ― Brasile | Cronologia completa delle presenze e delle reti in nazionale ― Brasile | Cronologia completa delle presenze e delle reti in nazionale ― Brasile | Cronologia completa delle presenze e delle reti in nazionale ― Brasile | Cronologia completa delle presenze e delle reti in nazionale ― Brasile | Cronologia completa delle presenze e delle reti in nazionale ― Brasile | Cronologia completa delle presenze e delle reti in nazionale ― Brasile |
| Data                                                                   | Città                                                                  | In casa                                                                | Risultato                                                              | Ospiti                                                                 | Competizione                                                           | Reti                                                                   | Note                                                                   |
| ---------------------------------------------------------------------- | ---------------------------------------------------------------------- | ---------------------------------------------------------------------- | ---------------------------------------------------------------------- | ---------------------------------------------------------------------- | ---------------------------------------------------------------------- | ---------------------------------------------------------------------- | ---------------------------------------------------------------------- |
| 25-1-2017                                                              | Rio de Janeiro                                                         | Brasile                                                                | 1 – 0                                                                  | Colombia                                                               | Amichevole                                                             | -                                                                      |                                                                        |
| 28-3-2017                                                              | San Paolo                                                              | Brasile                                                                | 3 – 0                                                                  | Paraguay                                                               | Qual. Mondiali 2018                                                    | -                                                                      |                                                                        |
| 9-6-2017                                                               | Melbourne                                                              | Brasile                                                                | 0 – 1                                                                  | Argentina                                                              | Amichevole                                                             | -                                                                      | 73’                                                                    |
| 23-3-2018                                                              | Mosca                                                                  | Russia                                                                 | 0 – 3                                                                  | Brasile                                                                | Amichevole                                                             | -                                                                      | 83’                                                                    |
| 22-6-2018                                                              | San Pietroburgo                                                        | Brasile                                                                | 2 – 0                                                                  | Costa Rica                                                             | Mondiali 2018 - 1º turno                                               | -                                                                      |                                                                        |
| 27-6-2018                                                              | Mosca                                                                  | Serbia                                                                 | 0 – 2                                                                  | Brasile                                                                | Mondiali 2018 - 1º turno                                               | -                                                                      |                                                                        |
| 2-7-2018                                                               | Samara                                                                 | Brasile                                                                | 2 – 0                                                                  | Messico                                                                | Mondiali 2018 - Ottavi di finale                                       | -                                                                      |                                                                        |
| 6-7-2018                                                               | Kazan'                                                                 | Brasile                                                                | 1 – 2                                                                  | Belgio                                                                 | Mondiali 2018 - Quarti di finale                                       | -                                                                      | 90’                                                                    |
| 23-3-2019                                                              | Porto                                                                  | Brasile                                                                | 1 – 1                                                                  | Panama                                                                 | Amichevole                                                             | -                                                                      |                                                                        |
| 10-9-2019                                                              | Los Angeles                                                            | Brasile                                                                | 0 – 1                                                                  | Perù                                                                   | Amichevole                                                             | -                                                                      |                                                                        |
| Totale                                                                 |                                                                        | Presenze                                                               | 10                                                                     |                                                                        | Reti                                                                   | 0                                                                      |                                                                        |

## Palmarès

### Club

#### Competizioni nazionali
- Campionato olandese: 1

PSV: 2007-2008
- Supercoppa dei Paesi Bassi: 1

PSV: 2008
- Campionato brasiliano di seconda divisione: 1

Vasco da Gama: 2009
- Coppa del Brasile: 1

Vasco da Gama: 2011
- Campionato brasiliano: 2

Corinthians: 2015, 2017

#### Competizioni statali
- Campionato paulista: 1

Corinthians: 2017

### Nazionale
- Coppa America: 1

Brasile 2019